# لا ريدمبشن (كيبك)
لا ريدمبشن (بالإنجليزية: La Rédemption, Quebec)‏ هي بلدية محلية في كيبيك تقع في كندا في لاميتيس. يقدر عدد سكانها بـ 488 نسمة ومساحتها 117.50 كم2 .